# Aylon Darwin Tavella
Aylon Darwin Tavella (Esteio, 7 de abril de 1992), é um futebolista brasileiro que atua como atacante e ponta-esquerda. Atualmente joga pela Ceará.

## Carreira
Começou a jogar nas categorias de base do Rio Grande, tendo tido passagem também pelo Caxias. Esse destaque que levou Aylon a se transferir para o São Paulo, de Rio Grande.
Pelo São Paulo, foi artilheiro e revelação na Divisão de Acesso para o Gauchão de 2013, tendo ajudado a equipe a subir pra elite do futebol gaúcho. As atuações de Aylon pela equipe de Rio Grande despontando como um novo Sandro Sotili, o levaram a ser contratado pelo Internacional, onde jogou pela equipe Sub-23.
Com boas atuações pelo Sub-23 no início do Gauchão de 2014, Aylon foi promovido à equipe principal, virando opção pro time de Abel Braga, tendo contrato válido até 2018.
Sem espaço no time colorado, Aylon é emprestado ao Paysandu por um ano em 2015.

### Paysandu
Estreou pelo clube em 21 de fevereiro de 2015, contra o Santos-AP. Em 7 de março de 2015, marcou seu primeiro gol pelo clube, abrindo a contagem para a goleada bicolor por 4 a 1 sobre o Nacional-AM, pela Copa Verde, com um bonito chute de primeira.
Aylon fez gol em todas as competições que disputou pelo Paysandu. Terminou a Série B com 28 partidas disputadas. Marcou 4 gols, deu duas assistências e tomou 7 cartões amarelos. Caracterizado pela obediência tática em campo. Ficou com uma média de 10,8 finalizações para 1 gol.

Se despediu da torcida do Paysandu em 25 de novembro através de sua conta no Instagram. Na publicação, Aylon declarou:
"Hoje me despeço de Belém… Ééégua da saudade que vou sentir, tu é doido é? Belém do Círio, das Docas e Mangal, das Chuvas de Fé e Calor dos Torcedores Apaixonados, do Açaí e Tacacá, das Unhas e Pupunhas… Mas principalmente do povo acolhedor, do povo alegre, guerreiro. Povo do qual vou levar muitos comigo pra sempre, no meu coração. Amigos que estiveram comigo nessa caminhada, que me deram força quando precisei e me alegraram quando eu estava triste! OBRIGADO Belém, OBRIGADO Fiel Bicolor, OBRIGADO Paysandu!"

### Volta ao Internacional
Mesmo com o Paysandu tendo interesse em renovar o vínculo com Aylon, o atacante teve o desejo de retornar para o Internacional para a temporada de 2016. Viajou junto com a delegação colorada para disputar a Flórida Cup.
Fez a sua reestreia pelo Internacional no dia 6 de fevereiro, contra o Ypiranga-RS, entrando aos 32 minutos na vaga de Anderson. Aos 43, quase fez o gol cabeça, mas o goleiro Dudu fez grande defesa. No final da partida, aos 47min, apareceu novamente na área para decidir o jogo.Eduardo Sasha cruzou rasteiro, e o atacante desviou para garantir a primeira vitória do Inter no Campeonato Gaúcho de 2016.
No dia 29 de maio de 2016, Aylon fez o gol da vitória do Internacional contra o Santos por 1x0.
Em 2017, Aylon perdeu espaço com as chegadas de Roberson e Carlos ao Inter e em fevereiro acabou emprestado ao Goiás por um ano.

### Goiás
Pela equipe esmeraldina, o atacante participou de 43 jogos e marcou sete gols.

### América Mineiro
Para 2018, Aylon é emprestado ao América Mineiro. Logo na segunda rodada do Campeonato Mineiro, marcou seu primeiro gol no empate do América-MG em 1 a 1, com a URT, em Patos de Minas. Depois, ele voltou a marcar nos jogos contra Tupi, Uberlândia, Democrata GV e Caldense (2). Assim, o atacante foi um dos artilheiros do Campeonato Mineiro, ao lado de Ricardo Oliveira, com seis gols. Além disso, foi eleito para a Seleção do Troféu Globo Minas, com votos de jornalistas da TV Globo e afiliadas, SporTV, Jornal O Tempo, Rádio Super e GloboEsporte.com, entrando para o time dos melhores do Campeonato Mineiro 2018.

### CSA
Em 2021, Aylon jogou pelo CSA e em 25 jogos não marcou gols.

### Ituano
O atacante chegou ao Ituano em 2022 e em 44 jogos pela equipe, marcou dez gols.

### Novorizontino
No final de 2022, acertou com o Novorizontino.
Em 2023, atingiu o melhor resultado em números, com 56 jogos e 14 gols e foi o artilheiro do clube no ano. No clube, conseguiu o acesso na Série A2 do Paulista e, por pouco, o time não subiu para a elite do Brasileirão.

### Ceará
Para a temporada de 2024, foi contratado pelo Ceará.

## Títulos
Internacional
- Campeonato Gaúcho: 2014, 2016
- Recopa Gaúcha: 2016

Goiás
- Campeonato Goiano: 2017

Chapecoense
- Campeonato Catarinense: 2020
- Campeonato Brasileiro - Série B: 2020

CSA
- Campeonato Alagoano: 2021

Ceará
- Campeonato Cearense: 2024, 2025[22]

### Prêmios individuais
- Troféu Globo Minas - Seleção do Campeonato Mineiro: 2018[16]
- Artilheiro do Campeonato Mineiro: 6 gols (2018)[15]